# Spor Toto Spor Kulübü
Lo Spor Toto Spor Kulübü è una società polisportiva con sede ad Ankara, in Turchia.
La polisportiva è attiva nei seguenti sport:
- pallacanestro[2]
- pallamano[2]
- pallavolo, con una squadra maschile[2]

## Denominazioni precedenti
- 1995-2008: Maliye Gençlik ve Spor Kulübü
- 2008-2016: Maliye Milli Piyango Spor Kulübü
- 2016-2019: Maliye Piyango Spor Kulübü